# Петър Найчев
Петър Маргалов Найчев , с псевдоним Киро, е участник в комунистическото съпротивително движение по време на Втората световна война. Партизанин от чета „Стефан Божков“ на Родопски партизански отряд „Антон Иванов“".

## Биография
Петър Найчев е роден на 17 април 1898 г. в с. Батак. Работи като горски и фабричен работник. Един от основателите на БКП в региона. Участва в Септемврийското въстание (1923).
Включва се в комунистическото съпротивително движение по време на Втората световна война. За участие в бягството на Тодор Коларов от полицейския конвой на 2 септември 1941 г. преминава в нелегалност и става един от първите баташки партизани. Приема партизанско име Киро. В продължение на почти 3 години при най-трудни условия влиза в многократни сражения с войска и полиция. За подпомагане на партизаните е привлечено цялото му семейство: съпругата Дафина, дъщерята и синът му Андрея, който през април 1943 г. също става партизанин.
В двадесетдневни сражения на партизаните от отряда „Антон Иванов“ с армейски и жандармерийски подразделения (февруари – март 1944 г.), успява да се спаси. Предаден край с. Брацигово и откаран в с. Батак. Убит със сина си Андрея на 14 март 1944 г. в местността „Мирчовица“ край с. Батак.